# Molovata
Marcăuţi è un comune della Moldavia nel distretto di Dubăsari di 2.936 abitanti al censimento del 2004